# Зоран Баранин
Зоран Баранин (Жабљак, 26. јун 1960 — Трескавица, 7. мај 1995) је био специјални припадник 11. херцеговачке пјешадијске бригаде Војске Републике Српске.

## Биографија
Баранин је рођен 26. јуна 1960. године на Жабљаку под Дурмитором, од оца Драга и мајке Јелене.
Добровољно је отишао на Дубровачко ратиште 1991. године (Дубровник, Слано, Равно), а наредне године је приступио редовима Војске Републике Српске и постао припадник јуришног интервентног одреда у Србињу, који је био у саставу 11. херцеговачке бригаде. Учествовао је у борбама код Невесиња, Коњица (када је уврштен у састав 2. херцеговачке лаке пјешадијске бригаде), Главатичева, Трескавице, Трнова, Фоче и Горажда. Био је ангажован у операцији Лукавац 93.
У борбама код Трнова 1993. године, ликвидирао је групу плаћеника и џихадиста са Блиског истока, те заробио муџахединску заставу. За овај подвиг је награђен пиштољем Магнум 357 Застава.
Приликом одсуства, нападнут је у Бару од локалних муслимана.
На планини Трескавица, Баранин гине 7. маја 1995. године од непријатељске гранате. Његово беживотно тело је извучено хеликоптером. Сахрањен је уз војне почасти на Градском гробљу у родном Жабљаку, а погребу је присуствовало неколико хиљада људи.
Председник Републике Српске Радован Караџић је Баранина одликовао Медаљом заслуга за народ. 11. херцеговачка пјешадијска бригада га је прогласила „јунаком ВРС и гарнизона из Србиња”. Опеван је у гусларској песми Славка Перошевића.